# Meridiano 175 oeste
El meridiano 175 oeste de Greenwich es una línea de longitud que se extiende desde el Polo Norte atravesando el océano Ártico, Asia, el océano Pacífico, el océano Antártico y la Antártida hasta el Polo Sur.
El meridiano 175 oeste forma un gran círculo con el meridiano 5 este.
Comenzando en el Polo Norte y dirigiéndose hacia el Polo Sur, el meridiano 175 oeste pasa a través de:
| Coordenadas                         | País, territorio o mar | Notas                                                        |
| ----------------------------------- | ---------------------- | ------------------------------------------------------------ |
| 90°0′N 175°0′O / 90.000, -175.000   | Océano Ártico          | Mar de Siberia Oriental                                      |
| 71°46′N 175°0′O / 71.767, -175.000  | Mar de Chukotka        |                                                              |
| 67°27′N 175°0′O / 67.450, -175.000  | Rusia                  | Península de Chukchi                                         |
| 64°47′N 175°0′O / 64.783, -175.000  | Mar de Bering          | Pasa justo al este de Koniuji Island, Alaska, Estados Unidos |
| 52°5′N 175°0′O / 52.083, -175.000   | Estados Unidos         | Alaska - Isla Atka                                           |
| 52°1′N 175°0′O / 52.017, -175.000   | Océano Pacífico        | Pasa justo al este de las islas Kao y Tofua, Tonga           |
| 21°2′S 175°0′O / -21.033, -175.000  | Tonga                  | Isla 'Ata                                                    |
| 21°3′S 175°0′O / -21.050, -175.000  | Océano Pacífico        | Pasa entre las islas Tongatapu y 'Eua, Tonga                 |
| 60°0′S 175°0′O / -60.000, -175.000  | Océano Antártico       |                                                              |
| 78°27′S 175°0′O / -78.450, -175.000 | Antártida              | Dependencia Ross, reclamada por Nueva Zelanda                |